# عمران حیدری
عمران حیدری (زاده ۱۳ ژانویه ۱۹۹۸)، بازیکن حرفه‌ای فوتبال اهل افغانستان است که برای لخیا گدانسک در لیگ برتر فوتبال لهستان، با انتقالی قرضی از لچه گدانسک و تیمی ملی افغانستان، توپ می‌زند. به جز لهستان، او در کشور هلند نیز مشغول به بازی بوده است. Omran Haydary at WorldFootball.net

## دوران باشگاهی

### امن
عمران حیدری در ژوئیه سال ۲۰۱۷، پس از پایان قرارداد خود با جوانان جی‌سی کرکراد، با انتقال رایگان به امن پیوست. او در ۱۵ سپتامبر ۲۰۱۷ و در رقابت مقابل ان.ئی. سی نایمخن، اولین بازی خود در لیگ Eerste Divisie را انجام داد وی نخستین گل لیگ خود برای این باشگاه را در ۲۹ سپتامبر ۲۰۱۷ و در تساوی ۲–۲ با دی گرافشاپ به ثمر رساند. گل او بر روی پاس گل Keziah Veendorp در دقیقه ۶۷ به ثمر رسید. در تاریخ ۱۹ آوریل ۲۰۱۸، قرارداد حیدری و امن با رضایت متقابل فسخ شد. با شروع فصل ۲۰۱۹/۲۰، او به باشگاه لهستانی Olimpia Grudziądz پیوست. در ژانویه سال ۲۰۲۰، حیدری توسط لخیا گدانسک استخدام شد. این باشگاه برای به خدمت گرفتن او، مبلغ ۲۵۰۰۰۰۰ یورو به Olimpia Grudziądz پرداخت. نخستین بازی او برای لچیا گدانسک در اول مارس ۲۰۲۰ و در برابر Korona Kielce انجام شد. او در این بازی به عنوان وینگر راست به میدان رفت.

### Dorderecht
حیدری پس از سپری کردن پنج روز به عنوان بازیکن آزاد، با پیشنهادی از Dorderecht مواجه شد. او نخستین بازی خود برای این باشگاه را در تاریخ ۲۴ اوت ۲۰۱۸ و در برابر Ajax II انجام داد. وی اولین گل لیگ خود برای این باشگاه را در تاریخ ۲۱ سپتامبر ۲۰۱۸ و در شکست ۲–۱ تیمش مقابل ام وی وی ماستریخت به ثمر رساند. گل او بر روی پاس گل Maarten Peijnenburg در دقیقه ۹۱، به ثمر رسید.
در ۳۱ ژانویه ۲۰۱۹، حیدری با رضایت متقابل قرارداد خود را فسخ کرد.

## دوران ملی
حیدری در ۱۹ ژوئیه ۲۰۱۸، در بازی با فلسطین، برای تیم ملی فوتبال افغانستان به میدان رفت. این بازی با نتیجه ۰–۰ به پایان رسید.

### گل‌های ملی
| # | تاریخ       | مکان                             | حریف      | گل وی | نتیجه | رویداد  |
| - | ----------- | -------------------------------- | --------- | ----- | ----- | ------- |
| ۱ | ۷ ژوئن ۲۰۱۹ | ورزشگاه پامیر، دوشنبه، تاجیکستان | تاجیکستان | ۱–۰   | ۱–۱   | دوستانه |